# Râul Salon
Râul Salon este un curs de apă, afluent al râului Feernic în județul Harghita.  

## Hărți
- Harta județului Harghita